# Belgia la Jocurile Olimpice de vară din 2016
Belgia a participat la Jocurile Olimpice de vară din 2016 de la Rio de Janeiro în perioada 5 – 21 august 2016, cu o delegație de 108 de sportivi, care a concurat în 19 de sporturi. Comitetul Olimpic Interfederal Belgian stabilise ca obiectiv obținerea între două și trei medalii. Cu un total de șase medalii, inclusiv două de aur, Belgia și-a repetat performanța de la Atlanta 1996 și s-a aflat pe locul 35 în clasamentul final.

## Participanți
Delegația belgiană a cuprins 108 de sportivi: 142 de bărbați și 101 de femei (rezervele la fotbal, handbal, hochei pe iarbă și scrimă nu sunt incluse). Cel mai tânăr atlet din delegație a fost gimnasta Senna Deriks (15 ani), cel mai bătrân a fost călărețul Joris Vanspringel (53 de ani).
| Sport           | Masculin | Feminin | Total |
| --------------- | -------- | ------- | ----- |
| Atletism        | 15       | 11      | 26    |
| Badminton       | 1        | 1       | 2     |
| Caiac canoe     | 1        | 0       | 1     |
| Canotaj         | 1        | 0       | 1     |
| Ciclism         | 8        | 8       | 16    |
| Echitație       | 3        | 2       | 5     |
| Gimnastică      | 1        | 5       | 6     |
| Golf            | 2        | 1       | 3     |
| Haltere         | 1        | 0       | 1     |
| Hochei pe iarbă | 16       | 0       | 16    |
| Judo            | 4        | 1       | 5     |
| Natație         | 7        | 2       | 9     |
| Navigație       | 3        | 1       | 4     |
| Scrimă          | 1        | 0       | 1     |
| Taekwondo       | 2        | 1       | 3     |
| Tenis           | 1        | 2       | 3     |
| Tir             | 1        | 0       | 1     |
| Tir cu arcul    | 1        | 0       | 1     |
| Triatlon        | 2        | 2       | 4     |
| Total           | 70       | 38      | 108   |

## Medalii

### Medaliați
| Medalie | Nume | Sport           | Probă                    | Dată      |
| ------- | --- | --------------- | ------------------------ | --------- |
| Aur     | Greg van Avermaet | Ciclism         | Cursa masculină pe șosea | 6 august  |
| Aur     | Nafissatou Thiam | Atletism        | Heptatlon feminin        | 13 august |
| Argint  | Pieter Timmers | Natație         | 100 m liber masculin     | 10 august |
| Argint  | Echipa națională de argint Arthur van Doren John-John Dohmen Florent van Aubel Sebastien Dockier Cédric Charlier Gauthier Boccard Emmanuel Stockbroekx Thomas Briels Felix Denayer Vincent Vanasch Simon Gougnard Loïck Luypaert Tom Boon Jérôme Truyens Elliot van Strydonck Tanguy Cosyns | Hochei pe iarbă | Turneul masculin         | 18 august |
| Bronz   | Dirk van Tichelt | Judo            | 73 kg masculin           | 8 august  |
| Bronz   | Jolien D'Hoore | Ciclism         | Omnium masculin          | 16 august |

### Medalii după sport
| Sport           | Aur | Argint | Bronz | Total |
| Ciclism         | 1   | 0      | 1     | 2     |
| Atletism        | 1   | 0      | 0     | 1     |
| Hochei pe iarbă | 0   | 1      | 0     | 1     |
| Natație         | 0   | 1      | 0     | 1     |
| Judo            | 0   | 0      | 1     | 1     |
| Total           | 2   | 2      | 2     | 6     |